# Tecla Tofano
Tecla Tofano (Napoli, 5 marzo 1927 – Caracas, 20 ottobre 1995) è stata un'artista e scrittrice venezuelana attiva dagli anni Cinquanta alla sua morte.

## Carriera artistica
Tofano studiò ceramica e smalto con Miguel Arroyo Castillo presso la Scuola di Arti Plastiche e Applicate di Caracas, insieme alle colleghe ceramiste Cristina Merchán e Reina Herrera. Membro della cooperativa Forma Veinte ("Forma Venti"), le sue opere ottennero ampi consensi e divenne nota per le sue immagini controverse, politicizzate e femministe.

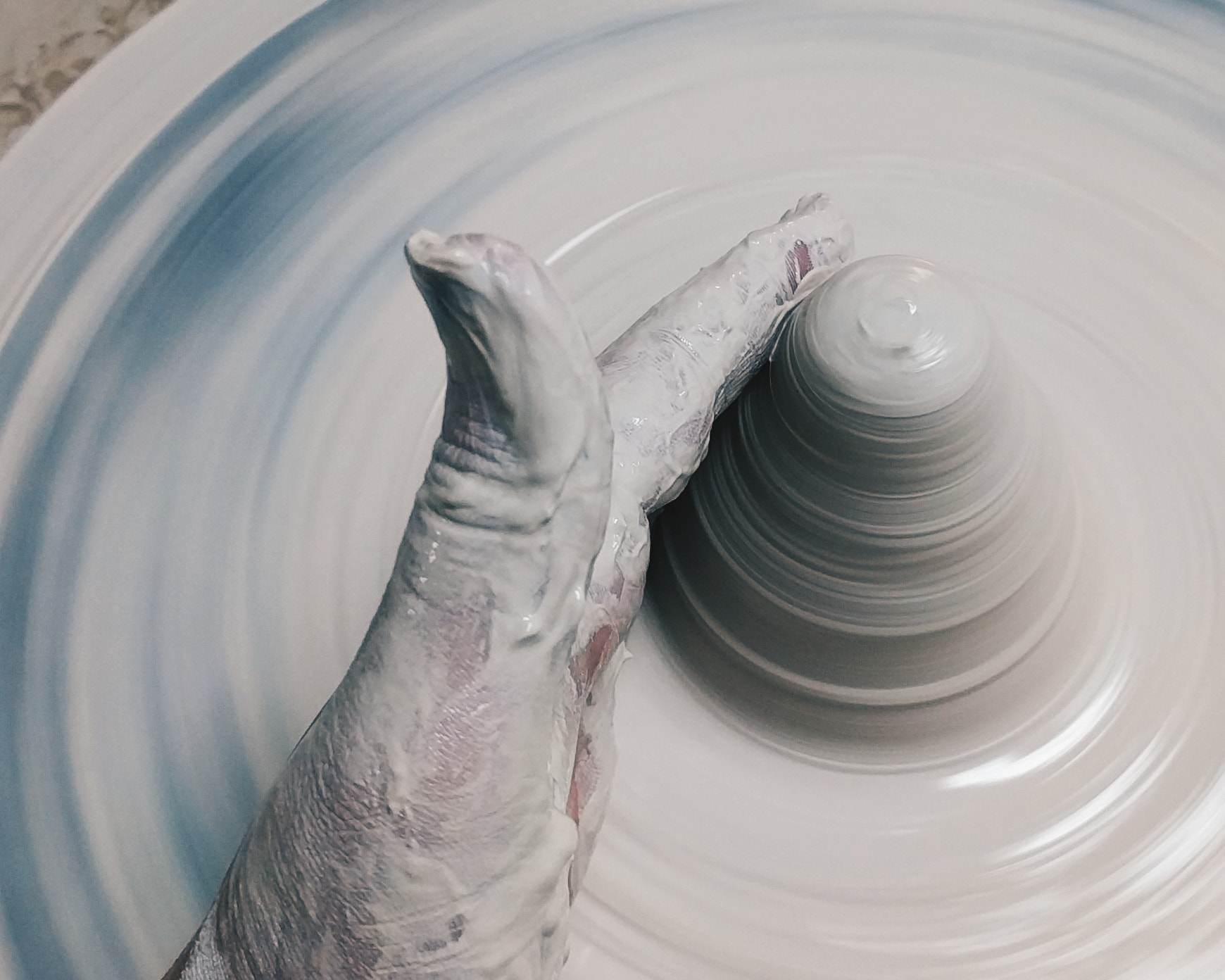
Un esempio di ceramica lavorata con un tornio da vasaio

Il suo lavoro è caratterizzato da due diverse fasi:
- dal 1955 al 1963 Tofano operò lungo una linea più tradizionale, creando tramite un tornio a ruota oggetti in ceramica di comune utilizzo, con superfici incise e strutturate;[2][1]
- dal 1964 al 1978, non si preoccupò dell'utilità delle sue creazioni, creando invece sculture espressive esclusivamente con l'argilla[1], modellate a mano, o grandi installazioni.[2]

Le ceramiche di Tofano sono cariche di emozione, sessualità e umorismo.
Tofano andò sempre controcorrente rispetto agli stili imposti dalla comunità artistica maschile venezuelana: si dedicò all'arte figurativa nel periodo dell'arte astratta, e alla scultura manuale durante la Pop Art. Si oppose al maschilismo tout court come attivista e come artista, proponendo anche avanguardistici soggetti di genere non binario. Realizzò serie di opere da esporre in occasione di mostre, come Los accessorios ("Gli accessori", 1970), con borse, scarpe e altri oggetti femminili, e Lo que comen los que comen ("Quello che mangiano quelli che mangiano", 1973), un banchetto in ceramica completo di tavolo, sedie e commensali.
Insegnò nella facoltà della Facoltà di Architettura e Urbanistica dell'Università Centrale del Venezuela dal 1959 al 1980.
Dal 1977 al 1987 Tofano si astenne dall'esporre il proprio lavoro e si concentrò sulla sua scrittura e sull'attivismo femminista portato avanti attraverso il collettivo femminile Miércoles.
Tofano scrisse molto come editorialista per il quotidiano El Nacional, oltre a diversi libri, tra cui ¿Quién inventó la silla? ("Chi ha inventato la sedia?", 1968), Yo mismo me presento ("Mi presento", 1973) e Ni con el pétalo de una rosa ("Neanche con il petalo di una rosa", 1975).
Il suo lavoro ritornò di dominio pubblico nel 1987 e nel 1989, quando tornò a esporre i suoi disegni.

## Riconoscimenti
Tofano ricevette il Premio Nazionale di Arti Applicate al XIX Salone Ufficiale dell'Arte Venezuelana (1958) e le medaglie d'oro e d'argento all'Esposizione Internazionale della Ceramica Contemporanea (a Praga nel 1961, e a Buenos Aires nel 1962).

## Mostre
Le sue opere furono presentate a New York alla mostra Moderno: Design for Living in Brazil, Mexico, and Venezuela, 1940–1978 presso l'Americas Society tra l'11 febbraio e il 16 maggio 2015, e la mostra Radical Women: Latin Arte americana, 1960-1985 al Brooklyn Museum nel 2018.
Nel 2022, sue opere sono state inserite nella mostra tematica Una foglia, una zucca, un guscio, una rete, una borsa, una tracolla, una bisaccia, una bottiglia, una pentola, una scatola, un contenitore nell'ambito della 59ª Biennale di Venezia.